# 祝永清
祝永清（？—？），為中國清朝官員，本籍直隸。監生出身。
道光年间任霞浦县知县，1870年（同治9年）以鹿港同知奉旨接替梁元桂，於台灣地區代理擔任台灣府知府。